# Portsmouth (Dominique)
Pour les articles homonymes, voir Portsmouth (homonymie).
Portsmouth est une ville de la Dominique, située dans la paroisse de Saint-John, dans le nord de l'île.